# IFK Norrköping 2016
Säsongen 2016 är IFK Norrköpings 76 säsong i Allsvenskan. Man deltogi Allsvenskan, Svenska cupen och Uefa Champions League. IFK Norrköping var regerande svenska mästare.

## Viktiga händelser
Tidigare viktiga händelser finns på IFK Norrköping 2015
- 1 december 2015: IFK Norrköping presenterar ett omförhandlat hyresavtal för Nya Parken tillsammans med Norrköpings kommun.[5]
- 1 december 2015: IFK presenterar sitt första nyförvärv för säsongen. Det är den isländske mittbacken Jón Guðni Fjóluson som skrivit på ett treårskontrakt.[6]
- 2 december 2015: Erik Hamrén tar med fem spelare från IFK Norrköping i truppen till svenska landslagets januariturné 2016. De är Linus Wahlqvist, Alexander Fransson, Nicklas Bärkroth, Christoffer Nyman och Emir Kujović.[7]
- 16 december 2015: IFK presenterar den nya matchtröjan till säsongen 2016.[8]
- 17 december 2015: Målvaktstränaren Maths Elfvendal och IFK är överens om att förlänga kontraktet med två år.[9]
- 22 december 2015: IFK meddelar att försvararen David Boo Wiklander inte erbjuds något nytt kontrakt.[10]
- 2 januari 2016: Alexander Fransson säljs till den schweiziska klubben FC Basel.[11]
- 6 januari 2016: IFK spelarna Emir Kujovic och Linus Wahlqvist gjorde sina landslagsdebuter för Sveriges A-landslag i en träningsmatch mot Estland.[12]
- 11 januari 2016: Mirza Halvadzic och IFK har kommit överens om att bryta spelarens kontrakt i förtid.[13]
- 20 januari 2016: Eric Smith presenteras som IFK:s andra nyförvärv för säsongen. Han har skrivit på ett fyraårskontrakt och köps loss från Halmstads BK.[14]
- 27 januari 2016: IFK värvar mittfältaren Andreas Blomqvist från AaB Fodbold. Kontraktet är skrivet på tre år.[15]
- 29 januari 2016: Patrik Selin presenteras som IFK:s nya klubbdirektör. Han börjar tjänsten den 1 maj.[16]
- 26 februari 2016: IFK meddelar att Alhaji Kamara har ett medfött hjärtfel som stoppar honom från spel under 2016.[17]
- 15 mars 2016: Anfallaren Sebastian Andersson värvas in från Djurgårdens IF. Kontraktet är på tre år.[18]
- 7 april 2016: IFK:s manager Janne Andersson presenteras som ny förbundskapten för det svenska herrlandslaget. Andersson lämnar IFK efter omgång 12 i Allsvenskan.[19]
- 11 april 2016: IFK Norrköping och fastighetsbolaget Östgötaporten har tecknat ett femårigt arenapartner avtal. Detta innebär att IFK:s hemmaarena byter namn till Östgötaporten.[20]
- 22 april 2016: IFK:s målvakt David Mitov Nilsson bryter skenbenet under en match mot Falkenberg och blir borta resten av säsongen.[21]
- 9 maj 2016: IFK Norrköpings Arnór Ingvi Traustason tas ut i Islands trupp till Europamästerskapet i fotboll 2016[22]
- 11 maj 2016: IFK släpper Alhaji Kamara gratis till den amerikanska klubben DC United där han tillåts spela fotboll trots sitt hjärtfel.[23]
- 11 maj 2016: Jens Gustafsson presenteras som ny manager för IFK. Han tar över efter Janne Andersson den 1 juni. Kontraktet är skrivet på två och ett halvt år.[2]
- 11 maj 2016: Emir Kujović tas ut i den svenska truppen till Europamästerskapet i fotboll 2016[24]
- 12 maj 2016: IFK säljer mittfältaren Arnór Ingvi Traustason till Rapid Wien. Traustason lämnar efter sommarens EM-slutspel. [25]
- 20 juni 2016: IFK lottas mot Rosenborg från Norge i andra kvalomgången till Uefa Champions League.[26]
- 20 juni 2016: Lärlingen Mohanad Jeahze skriver på ett A-lagskontrakt med IFK.[27]
- 21 juni 2016: IFK värvar mittfältaren David Moberg Karlsson från FC Nordsjælland. Kontraktet är skrivet på 3,5 år.[28]
- 9 juli 2016: Anfallaren Emir Kujović säljs till den belgiska klubben KAA Gent.[29]
- 21 juli 2016: IFK värvar den Österrikiske målvakten Michael Langer. Han kommer närmast från Tampa Bay Rowdies. Kontraktet är på 1 år.[30]
- 28 juli 2016: Karl Holmberg värvas från Örebro SK. Kontraktet är på 3,5 år.[31]
- 28 juli 2016: IFK lånar Niclas Eliasson från AIK under resten av säsongen.[32]
- 31 juli 2016: IFK meddelar att man inte förlänger kontraktet med Kenneth Udjus.[33]
- 9 augusti 2016: Gentrit Citaku lånas ut till Superettan klubben IFK Värnamo säsongen ut.[34]
- 11 augusti 2016: Anfallaren Joel Enarsson lämnar IFK för spel i GIF Sundsvall.[35]
- 23 augusti 2016: IFK Norrköping säljer Christoffer Nyman till den tyska 2. Bundesliga klubben Eintracht Braunschweig.[36]
- 29 september 2016 IFK förlänger kontrakten med tre spelare. Andreas Johansson förlänger till och med 2018, Filip Dagerstål förlänger över säsongen 2020 och Daniel Sjölunds nya kontrakt sträcker sig över säsongen 2018.[37]

## Spelartrupp 2016

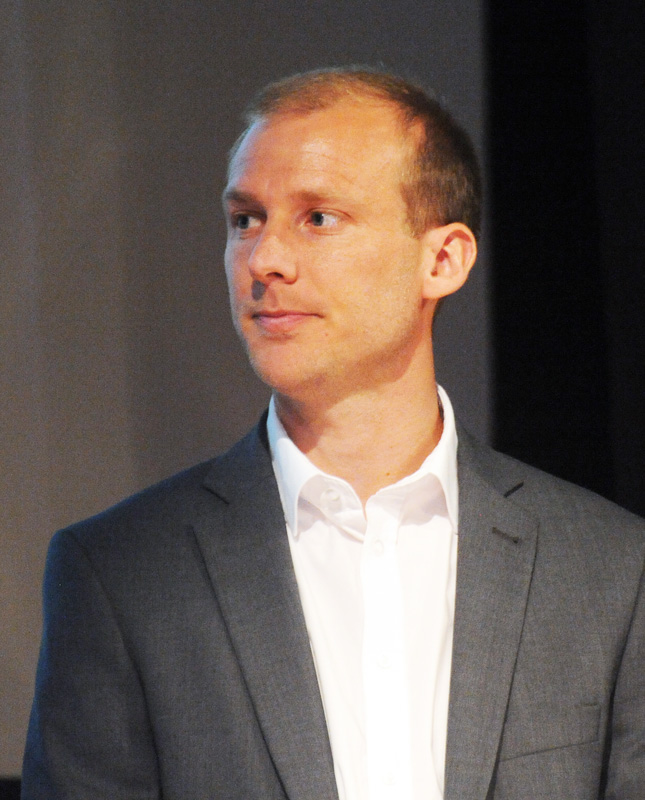
Andreas Johansson är lagkapten i IFK Norrköping 2016

Senast uppdaterad den: 26 augusti 2016
| Nr | Land    | Pos | Namn                     |
| -- | ------- | --- | ------------------------ |
| 1  | Estland | MV  | Andreas Vaikla           |
| 2  | Sverige | F   | Henrik Castegren         |
| 3  | Island  | F   | Jón Guðni Fjóluson       |
| 4  | Sverige | F   | Andreas Johansson        |
| 5  | Sverige | A   | Christoffer Nyman °      |
| 6  | Sverige | F   | Linus Wahlqvist          |
| 7  | Sverige | MF  | Andreas Blomqvist        |
| 8  | Sverige | MF  | Nicklas Bärkroth         |
| 9  | Island  | MF  | Arnór Ingvi Traustason ° |
| 9  | Sverige | MF  | David Moberg Karlsson *  |
| 10 | Sverige | A   | Emir Kujović °           |
| 11 | Sverige | F   | Christopher Nilsson Telo |
| 13 | Sverige | F   | Erik Lindell             |
| 14 | Sverige | MF  | Eric Smith               |
| 15 | Sverige | F   | Markus Falk-Olander      |

| Nr | Land           | Pos | Namn                |
| -- | -------------- | --- | ------------------- |
| 16 | Sverige        | A   | Joel Enarsson °     |
| 17 | Sierra Leone   | A   | Alhaji Kamara °     |
| 17 | Sverige        | A   | Karl Holmberg *     |
| 19 | Sverige        | A   | Sebastian Andersson |
| 20 | Finland        | MF  | Daniel Sjölund      |
| 21 | Sverige        | F   | Andreas Hadenius    |
| 22 | Sverige        | MF  | Niclas Eliasson *   |
| 24 | Sverige        | MF  | Gentrit Citaku °    |
| 25 | Sverige        | F   | Filip Dagerstål     |
| 27 | Sverige        | MF  | Tesfaldet Tekie     |
| 28 | Sverige        | F   | Mohanad Jeahze      |
| 30 | Kroatien       | F   | Nikola Tkalčić      |
| 31 | Norge          | MV  | Kenneth Udjus *°    |
| 31 | Österrike      | MV  | Michael Langer *    |
| 91 | Nordmakedonien | MV  | David Mitov Nilsson |

° Spelaren lämnade klubben under pågående säsong.

* Spelaren anslöt till klubben under pågående säsong.

### Tillgängliga ungdomsspelare
Senast uppdaterad den: 26 augusti 2016
| Nr | Land    | Pos | Namn            |
| -- | ------- | --- | --------------- |
| 18 | Sverige | A   | Tidjani Diawara |
| 22 | Sverige | MF  | Marwan Bazi     |
| 26 | Sverige | A   | Adin Bukva      |
| 29 | Sverige | MV  | Joel Sundell    |
| 31 | Sverige | MV  | Julius Lindgren |

### Spelare på lån
| Nr | Land    | Pos | Namn                                     |
| -- | ------- | --- | ---------------------------------------- |
| 24 | Sverige | MF  | Gentrit Citaku (På lån till IFK Värnamo) |

## Övergångar 2016

### Vinter

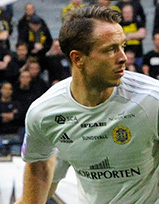
Jon Gudni Fjoluson skrev på för IFK inför säsongen 2016

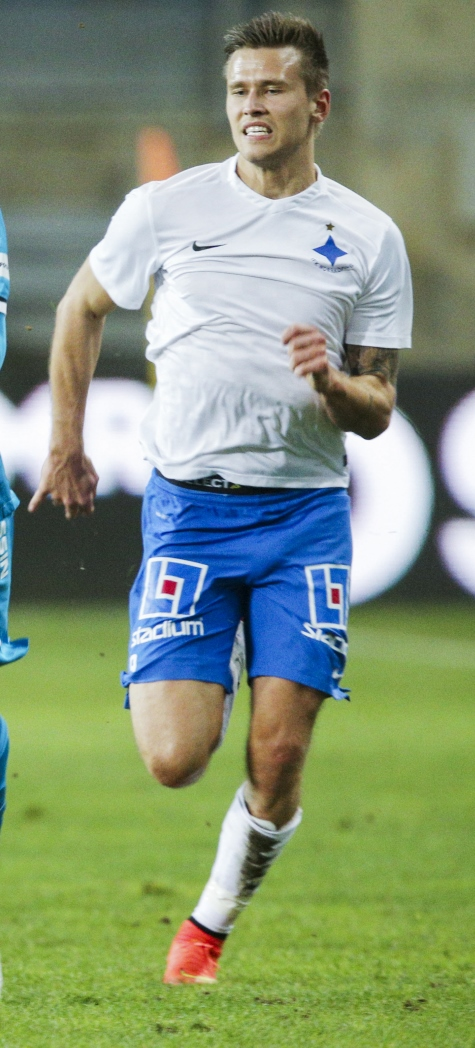
Arnór Ingvi Traustason såldes till Rapid Wien under sommaren 2016

#### Spelare in
| Datum           | Spelare             | Från           | Kommentar              | Noter  |
| --------------- | ------------------- | -------------- | ---------------------- | ------ |
| 1 december 2015 | Jón Guðni Fjóluson  | GIF Sundsvall  | Bosman. 3-årskontrakt. | [ 6 ]  |
| 20 januari 2016 | Eric Smith          | Halmstads BK   | Köp. 4-årskontrakt     | [ 14 ] |
| 27 januari 2016 | Andreas Blomqvist   | AaB Fodbold    | Köp. 3-årskontrakt     | [ 15 ] |
| 15 mars 2016    | Sebastian Andersson | Djurgårdens IF | Köp. 3-årskontrakt     | [ 18 ] |

#### Spelare ut
| Datum            | Spelare             | Till           | Kommentar                                                                               | Noter         |
| ---------------- | ------------------- | -------------- | --------------------------------------------------------------------------------------- | ------------- |
| 13 november 2015 | Rawez Lawan         | Dalkurd FF     | Bosman. Blev klar för Dalkurd 20 januari 2016, 1-årskontrakt                            | [ 39 ] [ 40 ] |
| 13 november 2015 | Adnan Kojic         | Halmstads BK   | Bosman. Blev klar för Halmstad 21 december 2015, 2-årskontrakt                          | [ 39 ] [ 41 ] |
| 22 december 2015 | David Boo Wiklander | Hammarby IF    | Bosman. Blev klar för Hammarby 15 april 2016, 3-månaderskontrakt                        | [ 10 ] [ 42 ] |
| 2 januari 2016   | Alexander Fransson  | FC Basel       | Försäljning, 4,5-årskontrakt                                                            | [ 11 ] [ 43 ] |
| 11 januari 2016  | Mirza Halvadzic     | FK Željezničar | Kontraktet brutet i förtid. Blev klar för Željezničar 13 januari 2016. Halvårskontrakt. | [ 13 ] [ 44 ] |

### Sommar

#### Spelare in
| Datum        | Spelare               | Från              | Kommentar                    | Noter  |
| ------------ | --------------------- | ----------------- | ---------------------------- | ------ |
| 20 maj 2016  | Kenneth Udjus         | SK Brann          | Bosman. Tremånaderskontrakt. | [A]    |
| 21 juni 2016 | David Moberg Karlsson | FC Nordsjælland   | Köp. 3,5-årskontrakt.        | [ 28 ] |
| 21 juli 2016 | Michael Langer        | Tampa Bay Rowdies | Köp. 1-årskontrakt.          | [ 30 ] |
| 28 juli 2016 | Karl Holmberg         | Örebro SK         | Köp. 3,5-årskontrakt.        | [ 31 ] |
| 28 juli 2016 | Niclas Eliasson       | AIK               | Lån. Säsongen ut.            | [ 32 ] |

#### Spelare ut
| Datum           | Spelare                | Till                   | Kommentar                                            | Noter         |
| --------------- | ---------------------- | ---------------------- | ---------------------------------------------------- | ------------- |
| 11 maj 2016     | Alhaji Kamara          | DC United              | IFK släpper gratis. Kontraktet är skrivet på 1+3 år. | [ 23 ] [ 47 ] |
| 12 maj 2016     | Arnór Ingvi Traustason | Rapid Wien             | Försäljning, 4-årskontrakt. Lämnar efter EM          | [ 25 ] [ 48 ] |
| 9 juli 2016     | Emir Kujović           | KAA Gent               | Försäljning, 3-årskontrakt                           | [ 29 ] [ 49 ] |
| 31 juli 2016    | Kenneth Udjus          | Kontraktslös           | Kontraktet gick ut                                   | [ 33 ]        |
| 9 augusti 2016  | Gentrit Citaku         | IFK Värnamo            | Lån, säsongen ut                                     | [ 34 ]        |
| 11 augusti 2016 | Joel Enarsson          | GIF Sundsvall          | Försäljning                                          | [ 35 ]        |
| 23 augusti 2016 | Christoffer Nyman      | Eintracht Braunschweig | Försäljning, 3-årskontrakt                           | [ 36 ] [ 50 ] |

## Klubb

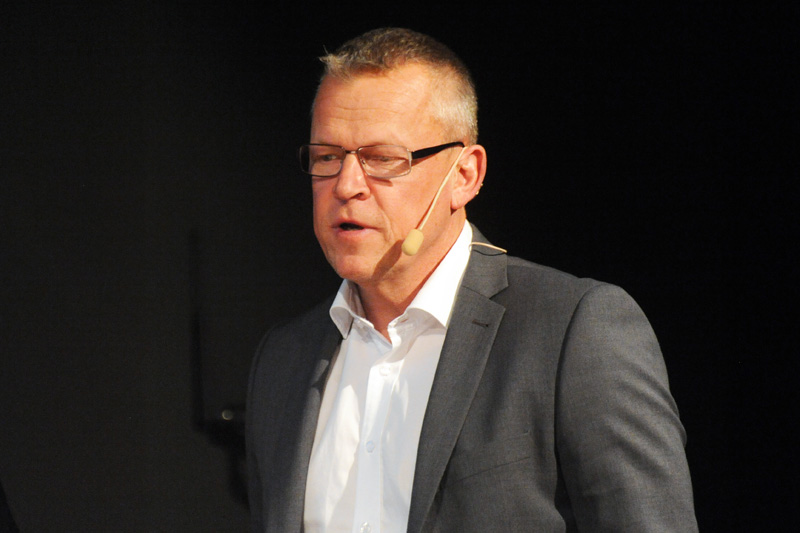
Janne Andersson är IFK:s manager fram till omgång 12 säsongen 2016

### Personal
Senast uppdaterad den: 12 maj 2016
| Namn            | Roll                 |
| --------------- | -------------------- |
| Jan Andersson   | Manager (–29 maj)    |
| Jens Gustafsson | Manager (1 juni–)    |
| Stefan Hellberg | Ass tränare          |
| Mathias Florén  | Ass tränare          |
| Maths Elfvendal | Målvaktstränare      |
| Mikael Hansson  | Players manager      |
| Jonas Hellberg  | Fystränare           |
| Dale Reese      | Idrottsskadeterapeut |
| Peter Rockborn  | Läkare               |
| Peter Cratz     | Läkare               |
| Bengt Janzon    | Läkare               |
| Daniel Ekwall   | Idrottspsykolog      |
| Håkan Wetell    | Human Resource       |

## Matcher 2016
Vinst
      Oavgjord
      Förlust

### Träningsmatcher
| TM 23 januari 2016 | IFK Norrköping                   | 3 – 1   | Flora Tallinn     | Norrköping                      |  |  |
| 12:00              | Traustason 42′ Enarsson 55′, 83′ | Rapport | Beglarishvili 88′ | Arena: Nya Parken Publik: 1 152 |  |  |
|                    |                                  |         |                   |                                 |  |  |

| TM 14 februari 2016 | AIK                                                                     | 4 – 1   | IFK Norrköping   | Solna                                            |  |  |
| 14:00               | Stefan Ishizaki 14′ Denni Avdic 27′ Niklas Eliasson 45′ Denni Avdic 52′ | Rapport | Emir Kujović 87′ | Arena: Skytteholms IP Domare: Stefan Johannesson |  |  |
|                     |                                                                         |         |                  |                                                  |  |  |

| TM 19 mars 2016 | Åtvidabergs FF  | 1 – 2   | IFK Norrköping                             | Åtvidaberg                               |  |  |
| 13:00           | Mahmoud Eid 21′ | Rapport | Nikola Tkalcic 40′ Sebastian Andersson 76′ | Arena: Kopparvallen Domare: Glenn Nyberg |  |  |
|                 |                 |         |                                            |                                          |  |  |

| TM 26 mars 2016 | IFK Norrköping                              | 2 – 2   | Djurgårdens IF                             | Norrköping                                            |  |  |
| 13:00           | Henrik Castegren 6′ Sebastian Andersson 51′ | Rapport | Mathias Ranégie 45′ Tinotenda Kadewere 89′ | Arena: Nya Parken Publik: 1 670 Domare: Jim Petersson |  |  |
|                 |                                             |         |                                            |                                                       |  |  |

| TM 29 juni 2016 | IFK Norrköping                               | 2 – 3   | Gefle IF                                                              | Ludvika                                                 |  |  |
| 18:30           | Christoffer Nyman 8′ Sebastian Andersson 13′ | Rapport | Martin Rauschenberg Brorsen 61′ Simon Skrabb 82′ Johan Bertilsson 90′ | Arena: Hillängens IP Publik: 250 Domare: Patrik Larsson |  |  |
|                 |                                              |         |                                                                       |                                                         |  |  |

| TM 2 juli 2016 | Dalarnas Talanglag | 0 – 7   | IFK Norrköping                                   | Borlänge                               |  |  |
| 15:00          |                    | Rapport | David Moberg Karlsson Emir Kujović Joel Enarsson | Arena: Ornäs IP Domare: Erik Nordqvist |  |  |
|                |                    |         |                                                  |                                        |  |  |

### The Atlantic Cup
| Grupp B 1 februari 2016               | Lokomotiv Moskva   | 1 – 1 (3 – 5 str.)                        | IFK Norrköping       | Faro, Portugal                             |  |  |
| 14:00                                 | Petar Skuletic 55′ | Rapport                                   | Christoffer Nyman 5′ | Arena: Estádio Algarve Domare: Joao Mendes |  |  |
|                                       |                    | Straffar                                  |                      |                                            |  |  |
| Skuletic Durica Fernandes Kolomeytsev |                    | Kujović Nyman Sjölund Blomqvist Wahlqvist |                      |                                            |  |  |
|                                       |                    |                                           |                      |                                            |  |  |

| Grupp B 4 februari 2016 | IFK Norrköping                         | 2 – 3   | Zenit Sankt Petersburg                   | Faro, Portugal                           |  |  |
| 20:45                   | Christoffer Nyman 57′ Emir Kujovic 64′ | Rapport | Nicolas Lombaerts 15′ Hulk 23′ Danny 77′ | Arena: Estádio Algarve Domare: Rui Silva |  |  |
|                         |                                        |         |                                          |                                          |  |  |

| Placeringsmatch 6 februari 2016 | FK Jablonec                                     | 3 – 2   | IFK Norrköping                     | Parchal, Portugal                                    |  |  |
| 14:00                           | Vit Benes 39′ Vit Benes 71′ Vojtech Kubista 88′ | Rapport | Niklas Bärkroth 50′ Adin Bukva 62′ | Arena: Estádio Bela Vista Domare: Joao Borlido Matos |  |  |
|                                 |                                                 |         |                                    |                                                      |  |  |

### Svenska cupen 15/16

#### Gruppspel
| Nr | Lag              | S | V | O | F | GM | IM | MS | P |
| -- | ---------------- | - | - | - | - | -- | -- | -- | - |
| 1  | IFK Norrköping   | 3 | 2 | 1 | 0 | 6  | 1  | +5 | 7 |
| 2  | Jönköpings Södra | 3 | 1 | 1 | 1 | 2  | 2  | 0  | 4 |
| 3  | Östersunds FK    | 3 | 1 | 0 | 2 | 3  | 5  | −2 | 3 |
| 4  | AFC United       | 3 | 1 | 0 | 2 | 1  | 4  | −3 | 3 |

| G1 20 februari 2016 | IFK Norrköping                                                               | 4 – 0   | Östersunds FK | Norrköping                                           |  |  |
| 14:00               | Arnor Traustason 17′ Nicklas Bärkroth 36′ Emir Kujovic 72′ Joel Enarsson 92′ | Rapport |               | Arena: Nya Parken Publik: 1 423 Domare: Johan Krantz |  |  |
|                     |                                                                              |         |               |                                                      |  |  |

| G1 27 februari 2016 | AFC United | 0 – 1   | IFK Norrköping   | Solna                                     |  |  |
| 13:00               |            | Rapport | Emir Kujović 53′ | Arena: Skytteholms IP Domare: Lars Olsson |  |  |
|                     |            |         |                  |                                           |  |  |

| G1 6 mars 2016 | IFK Norrköping | 1 – 1   | Jönköpings Södra | Norrköping                                    |  |  |
| 14:00          |                | Rapport |                  | Arena: Nya Parken Domare: Kristoffer Karlsson |  |  |
|                |                |         |                  |                                               |  |  |

#### Slutspel
| KF 13 mars 2016 | Malmö FF        | 1 – 0   | IFK Norrköping | Malmö                                                            |  |  |
| 14:30           | Kjartansson 47′ | Rapport |                | Arena: Malmö IP Publik: 4 499 Domare: Mohammed Al-Hakim (Köping) |  |  |
|                 |                 |         |                |                                                                  |  |  |

### Svenska cupen 16/17

#### Inledande omgångar
| Omgång 2 24 augusti 2016 | Västerås SK | 0 – 4   | IFK Norrköping                                       | Västerås                                                        |  |  |
| 20:00                    |             | Rapport | Eliasson 11′ Eliasson 22′ Holmberg 32′ Castegren 90′ | Arena: Solid Park Arena Publik: 3 623 Domare: Mohammed Al-Hakim |  |  |
|                          |             |         |                                                      |                                                                 |  |  |

### Allsvenskan

#### Ligatabell
Tabell uppdaterad 6 november 2016.
| Nr | Lag                  | S  | V  | O  | F  | GM | IM | MS  | P  |
| -- | -------------------- | -- | -- | -- | -- | -- | -- | --- | -- |
| 1  | Malmö FF             | 30 | 21 | 3  | 6  | 60 | 26 | +34 | 66 |
| 2  | AIK                  | 30 | 17 | 9  | 4  | 52 | 26 | +26 | 60 |
| 3  | IFK Norrköping (RM)  | 30 | 18 | 6  | 6  | 59 | 37 | +22 | 60 |
| 4  | IFK Göteborg         | 30 | 14 | 8  | 8  | 56 | 47 | +9  | 50 |
| 5  | IF Elfsborg          | 30 | 13 | 9  | 8  | 58 | 38 | +20 | 48 |
| 6  | Kalmar FF            | 30 | 12 | 8  | 10 | 45 | 40 | +5  | 44 |
| 7  | Djurgårdens IF       | 30 | 14 | 1  | 15 | 48 | 47 | +1  | 43 |
| 8  | Östersunds FK (U)    | 30 | 12 | 6  | 12 | 44 | 46 | −2  | 42 |
| 9  | Örebro SK            | 30 | 11 | 8  | 11 | 48 | 51 | −3  | 41 |
| 10 | BK Häcken            | 30 | 11 | 7  | 12 | 58 | 45 | +13 | 40 |
| 11 | Hammarby IF          | 30 | 10 | 9  | 11 | 46 | 49 | −3  | 39 |
| 12 | Jönköpings Södra (U) | 30 | 8  | 11 | 11 | 32 | 39 | −7  | 35 |
| 13 | GIF Sundsvall        | 30 | 7  | 9  | 14 | 38 | 54 | −16 | 30 |
| 14 | Helsingborgs IF      | 30 | 8  | 5  | 17 | 34 | 52 | −18 | 29 |
| 15 | Gefle IF             | 30 | 6  | 9  | 15 | 34 | 56 | −22 | 27 |
| 16 | Falkenbergs FF       | 30 | 2  | 4  | 24 | 25 | 84 | −59 | 10 |

#### Sammanställning av resultat
|        | SM | V  | O | F | GM | IN | MS  | P  |
| ------ | -- | -- | - | - | -- | -- | --- | -- |
| Hemma  | 12 | 9  | 2 | 1 | 34 | 13 | +21 | 29 |
| Borta  | 13 | 7  | 3 | 3 | 17 | 17 | +0  | 24 |
| Totalt | 25 | 16 | 5 | 4 | 51 | 30 | +21 | 53 |

#### Resultat efter omgång
| Omgång    | 1  | 2 | 3 | 4 | 5 | 6 | 7 | 8 | 9 | 10 | 11 | 12 | 13 | 14 | 15 | 16 | 17 | 18 | 19 | 20 | 21 | 22 | 23 | 24 | 25 | 26 | 27 | 28 | 29 | 30 |
| --------- | -- | - | - | - | - | - | - | - | - | -- | -- | -- | -- | -- | -- | -- | -- | -- | -- | -- | -- | -- | -- | -- | -- | -- | -- | -- | -- | -- |
| Spelplats | B  | H | B | H | B | H | H | B | H | B  | B  | H  | B  | H  | H  | B  | H  | B  | H  | B  | H  | B  | B  | H  | B  | H  | H  | B  | B  | H  |
| Resultat  | F  | V | V | V | F | V | V | V | V | O  | O  | O  | V  | O  | V  | V  | V  | O  | V  | V  | V  | V  | V  | F  | F  |    |    |    |    |    |
| Position  | 14 | 8 | 3 | 2 | 4 | 1 | 1 | 1 | 1 | 1  | 2  | 2  | 2  | 2  | 2  | 2  | 2  | 2  | 2  | 2  | 2  | 1  | 1  | 2  | 2  |    |    |    |    |    |

#### Matcher
| 1 2 april 2016 | Malmö FF                                       | 3 – 1   | IFK Norrköping | Malmö                                                                    |  |  |
| 13:00          | Christiansen 44′ Berget 76′ (str.) Rakip 90+2′ | Rapport | Nyman 16′      | Arena: Swedbank Stadion Publik: 21 085 Domare: Stefan Johannesson (Täby) |  |  |
|                |                                                |         |                |                                                                          |  |  |

| 2 6 april 2016 | IFK Norrköping                                | 4 – 1   | Kalmar FF     | Norrköping                                             |  |  |
| 18:30          | Tkalcic 23′ Fjóluson 47′ Kujovic 71′ Telo 76′ | Rapport | Antonsson 66′ | Arena: Nya Parken Publik: 9 786 Domare: Kaspar Sjöberg |  |  |
|                |                                               |         |               |                                                        |  |  |

| 3 9 april 2016 | BK Häcken     | 1 – 2   | IFK Norrköping            | Göteborg                                                       |  |  |
| 16:00          | Andersson 23′ | Rapport | Nyman 60′ Andersson 90+6′ | Arena: Bravida Arena Publik: 3 453 Domare: Kristoffer Karlsson |  |  |
|                |               |         |                           |                                                                |  |  |

| 4 17 april 2016 | IFK Norrköping                                            | 4 – 1   | AIK            | Norrköping                                                            |  |  |
| 15:00           | Nyman 23′ Karlsson 49′ (sjm.) Andersson 62′ Tkalcic 90+4′ | Rapport | Strandberg 60′ | Arena: Östgötaporten Publik: 14 150 Domare: Stefan Johannesson (Täby) |  |  |
|                 |                                                           |         |                |                                                                       |  |  |

| 5 22 april 2016 | Falkenbergs FF               | 2 – 1   | IFK Norrköping | Falkenberg                                            |  |  |
| 19:00           | Nilsson 26′ Juel-Nielsen 82′ | Rapport | Hadenius 77′   | Arena: Falkenbergs IP Publik: 2 444 Domare: Per Melin |  |  |
|                 |                              |         |                |                                                       |  |  |

| 6 26 april 2016 | IFK Norrköping                               | 3 – 1   | Hammarby IF    | Norrköping                                                 |  |  |
| 18:30           | Wahlqvist 20′ Blomqvist 54′ Traustason 90+8′ | Rapport | Israelsson 42′ | Arena: Östgötaporten Publik: 15 030 Domare: Kaspar Sjöberg |  |  |
|                 |                                              |         |                |                                                            |  |  |

| 7 2 maj 2016 | IFK Norrköping             | 3 – 0   | Helsingborgs IF | Norrköping                                                 |  |  |
| 19:00        | Nyman 10′ Kujović 25′, 36′ | Rapport |                 | Arena: Östgötaporten Publik: 10 411 Domare: Jonas Eriksson |  |  |
|              |                            |         |                 |                                                            |  |  |

| 8 8 maj 2016 | Jönköpings Södra | 0 – 2   | IFK Norrköping        | Jönköping                                                         |  |  |
| 15:00        |                  | Rapport | Nyman 15′ Kujović 63′ | Arena: Stadsparksvallen Publik: 6 191 Domare: Kristoffer Karlsson |  |  |
|              |                  |         |                       |                                                                   |  |  |

| 9 15 maj 2016 | IFK Norrköping                          | 3 – 1   | GIF Sundsvall | Norrköping                                              |  |  |
| 15:00         | Kujović 18′ Andersson 54′ Tkalcic 90+4′ | Rapport | Eklund 89′    | Arena: Östgötaporten Publik: 9 228 Domare: Glenn Nyberg |  |  |
|               |                                         |         |               |                                                         |  |  |

| 10 19 mars 2016 | IFK Göteborg    | 1 – 1   | IFK Norrköping | Göteborg                                                        |  |  |
| 19:00           | Salomonsson 87′ | Rapport | Traustason 50′ | Arena: Gamla Ullevi Publik: 15 024 Domare: Martin Strömbergsson |  |  |
|                 |                 |         |                |                                                                 |  |  |

| 11 22 maj 2016 | Örebro SK               | 2 – 2   | IFK Norrköping   | Örebro                                                   |  |  |
| 15:00          | Sema 18′ Gustavsson 75′ | Rapport | Kujović 24′, 42′ | Arena: Behrn Arena Publik: 11 407 Domare: Kaspar Sjöberg |  |  |
|                |                         |         |                  |                                                          |  |  |

| 12 29 maj 2016 | IFK Norrköping | 0 – 0   | IF Elfsborg | Norrköping                                                    |  |  |
| 17:30          |                | Rapport |             | Arena: Östgötaporten Publik: 14 571 Domare: Mohammed Al-Hakim |  |  |
|                |                |         |             |                                                               |  |  |

| 13 9 juli 2016 | Djurgårdens IF | 0 – 1   | IFK Norrköping | Stockholm                                                      |  |  |
| 16:00          |                | Rapport | Andersson 67′  | Arena: Tele2 Arena Publik: 13 598 Domare: Martin Strömbergsson |  |  |
|                |                |         |                |                                                                |  |  |

| 14 16 juli 2016 | IFK Norrköping                       | 3 – 3   | Östersunds FK             | Norrköping                                                   |  |  |
| 16:00           | Bärkroth 13′ Nyman 23′ Andersson 75′ | Rapport | Nouri 6′ Ghoddos 53′, 84′ | Arena: Östgötaporten Publik: 7 421 Domare: Mohammed Al-Hakim |  |  |
|                 |                                      |         |                           |                                                              |  |  |

| 15 23 juli 2016 | IFK Norrköping            | 2 – 0   | Gefle IF | Norrköping                                                |  |  |
| 16:00           | Sjölund 29′ Blomqvist 56′ | Rapport |          | Arena: Östgötaporten Publik: 5 779 Domare: Andreas Ekberg |  |  |
|                 |                           |         |          |                                                           |  |  |

| 16 30 juli 2016 | GIF Sundsvall | 1 – 2   | IFK Norrköping | Sundsvall                                                     |  |  |
| 16:00           | Silva 24′     | Rapport | Nyman 13′, 63′ | Arena: Norrporten Arena Publik: 4 969 Domare: Patrik Eriksson |  |  |
|                 |               |         |                |                                                               |  |  |

| 17 7 augusti 2016 | IFK Norrköping                          | 3 – 1   | Örebro SK    | Norrköping                                                      |  |  |
| 15:30             | Blomqvist 41′ Johansson 73′ Sjölund 79′ | Rapport | Nordmark 40′ | Arena: Östgötaporten Publik: 10 265 Domare: Kristoffer Karlsson |  |  |
|                   |                                         |         |              |                                                                 |  |  |

| 18 13 augusti 2016 | Gefle IF | 0 – 0   | IFK Norrköping | Gävle                                                   |  |  |
| 16:00              |          | Rapport |                | Arena: Gavlevallen Publik: 2 730 Domare: Kaspar Sjöberg |  |  |
|                    |          |         |                |                                                         |  |  |

| 19 10 augusti 2016 | IFK Norrköping                              | 3 – 1   | BK Häcken          | Norrköping                                                   |  |  |
| 19:00              | Nyman 60′ Andersson 68′ Moberg Karlsson 79′ | Rapport | Sjölund 36′ (sjm.) | Arena: Östgötaporten Publik: 7 564 Domare: Mohammed Al-Hakim |  |  |
|                    |                                             |         |                    |                                                              |  |  |

| 20 27 augusti 2016 | Kalmar FF | 0 – 1   | IFK Norrköping | Kalmar                                                     |  |  |
| 16:00              |           | Rapport | 79′ (sjm.)     | Arena: Guldfågeln Arena Publik: 5 854 Domare: Johan Hamlin |  |  |
|                    |           |         |                |                                                            |  |  |

| 21 11 september 2016 | IFK Norrköping                                           | 5 – 1   | Jönköpings Södra | Norrköping                                                       |  |  |
| 17:30                | Moberg Karlsson 12′ Andersson 15′, 33′ Holmberg 28′, 37′ | Rapport | Smylie 88′       | Arena: Östgötaporten Publik: 10 705 Domare: Markus Strömbergsson |  |  |
|                      |                                                          |         |                  |                                                                  |  |  |

| 22 18 september 2016 | Helsingborgs IF | 1 – 2   | IFK Norrköping                              | Helsingborg                                        |  |  |
| 15:00                | Anton Wede 60′  | Rapport | Sebastian Andersson 14′ Niclas Eliasson 49′ | Arena: Olympia Publik: 6 578 Domare: Bojan Pandzic |  |  |
|                      |                 |         |                                             |                                                    |  |  |

| 23 21 september 2016 | Östersunds FK | 0 – 2   | IFK Norrköping               | Östersund                                                         |  |  |
| 19:00                |               | Rapport | Sebastian Andersson 28′, 64′ | Arena: Jämtkraft Arena Publik: 5 676 Domare: Martin Strömbergsson |  |  |
|                      |               |         |                              |                                                                   |  |  |

| 24 26 september 2016 | IFK Norrköping    | 1 – 3   | Djurgårdens IF                                               | Norrköping                                                 |  |  |
| 19:00                | Karl Holmberg 62′ | Rapport | Niklas Gunnarsson 50′ Michael Olunga 55′ Daniel Berntsen 84′ | Arena: Östgötaporten Publik: 12 682 Domare: Kaspar Sjöberg |  |  |
|                      |                   |         |                                                              |                                                            |  |  |

| 25 2 oktober 2016 | AIK                                            | 6 – 0   | IFK Norrköping | Solna                                                      |  |  |
| 17:30             | Ishizaki 31′ Isak 36′, 74′ Ofori 57′ Obasi 63′ | Rapport |                | Arena: Friends Arena Publik: 17 157 Domare: Jonas Eriksson |  |  |
|                   |                                                |         |                |                                                            |  |  |

| 26 16 oktober 2016 | IFK Norrköping | 1 – 2   | Malmö FF                   | Norrköping                                                     |  |  |
| 15:00              | Bärkroth 48′   | Rapport | Árnason 29′ Jeremejeff 69′ | Arena: Östgötaporten Publik: 15 940 Domare: Stefan Johannesson |  |  |
|                    |                |         |                            |                                                                |  |  |

| 27 23 oktober 2016 | IFK Norrköping              | 2 – 1   | Falkenbergs FF | Norrköping                                              |  |  |
| 15:00              | Wahlqvist 36′ Andersson 85′ | Rapport | Karlsson 28′   | Arena: Östgötaporten Publik: 5 723 Domare: Glenn Nyberg |  |  |
|                    |                             |         |                |                                                         |  |  |

| 28 26 oktober 2016 | IF Elfsborg           | 2 – 1   | IFK Norrköping | Borås                                                   |  |  |
| 19:00              | Prodell 59′ Manns 77′ | Rapport | Bärkroth 84′   | Arena: Borås Arena Publik: 7 920 Domare: Andreas Ekberg |  |  |
|                    |                       |         |                |                                                         |  |  |

| 29 30 oktober 2016 | Hammarby IF  | 1 – 1   | IFK Norrköping | Stockholm                                                     |  |  |
| 15:00              | Smárason 45′ | Rapport | Holmberg 78′   | Arena: Tele2 Arena Publik: 20 335 Domare: Kristoffer Karlsson |  |  |
|                    |              |         |                |                                                               |  |  |

| 30 6 november 2016 | IFK Norrköping                  | 3 – 1   | IFK Göteborg | Norrköping                                                      |  |  |
| 15:00              | Andersson 23′, 47′ Bärkroth 58′ | Rapport | Sabah 10′    | Arena: Östgötaporten Publik: 7 483 Domare: Martin Strömbergsson |  |  |
|                    |                                 |         |              |                                                                 |  |  |

### Uefa Champions League

#### Andra kvalomgången
| Första matchen 13 juli 2016 | Rosenborg BK                             | 3 – 1   | IFK Norrköping | Trondheim, Norge                                                       |  |  |
| 19:15                       | Eyjólfsson 48′ Helland 62′ De Lanlay 65′ | Rapport | Andersson 70′  | Arena: Lerkendal Stadion Publik: 11 595 Domare: Davide Massa (Italien) |  |  |
|                             |                                          |         |                |                                                                        |  |  |

| Andra matchen 20 juli 2016 | IFK Norrköping               | 3 – 2   | Rosenborg BK                     | Norrköping                                                         |  |  |
| 19:15                      | Andersson 57′, 77′ Nyman 59′ | Rapport | Gytkjaer 39′(str.) De Lanlay 55′ | Arena: Östgötaporten Publik: 10 372 Domare: Craig Pawson (England) |  |  |
|                            |                              |         |                                  |                                                                    |  |  |

## Fotnoter
A. ^  Värvningen av Kenneth Udjus gick igenom trots att transferfönstret var stängt då han var kontraktslös och aktivt sökt jobb under det senaste öppna transferfönstret. Datumet som anges är ungefärligt och inte bekräftat av IFK Norrköping. Det är baserat på en artikel på nt.se där det antyds att Udjus är klar.